# Rafael Poch-de-Feliu
Rafael Poch-de-Feliu (Barcelona, 1956) és un periodista i corresponsal català i autor de diferents llibres sobre política internacional relacionats amb la seva carrera professional. És professor de relacions internacionals a la UNED.

## Biografia
Va estudiar història contemporània a Barcelona i història de Rússia a Berlín Occidental.
Fou corresponsal del diari alemany Die Tageszeitung a l'Estat espanyol i redactor de l'agència de notícies Deutsche Presse-Agentur a Hamburg.
De l'any 1988 fins al 2002 fou corresponsal de La Vanguardia a Moscou, coincidint amb el col·lapse de la Unió Soviètica. Del 2002 fins al 2008 fou corresponsal a la Xina del mateix diari. Tot seguit a Berlín i des de finals del 2014 a París. El seu llibre La gran transición: Rusia 1985-2002 ha sigut traduït al rus, al xinès i al portuguès.

## Obra
- Tres días de agosto. golpe y revolución en la URRS (La Vanguardia, 1991)
- Tres preguntas sobre Rusia. Estado de mercado, Eurasia y fin del mundo bipolar (Icaria Editorial, 2000)
- La gran transición: Rusia 1985-2002. ISBN 9788484324225 (Editorial Crítica, 2003)
- La actualidad de China: Un mundo en crisis, una sociedad en gestación. ISBN 9788474233162 (Editorial Crítica, 2009)
- La quinta Alemania: un modelo hacia el fracaso europeo. ISBN 9788498885200 (Icaria Editorial, 2013)
- Entender la Rusia de Putin. De la humiliación al restablecimiento (Ediciones Akal, 2018)[5][6]